# John Brookes (cầu thủ bóng đá, sinh năm 1945)
John Brookes là một tiền đạo bóng đá người Anh đã giải nghệ thi đấu ở cả North American Soccer League.
Năm 1968, ng thi đấu cho Cleveland Stokers tại North American Soccer League. Ông trải qua mùa giải 1970-1971 với Stockport County trước khi chuyển đến Matlock Town. Ông thi đấu cho Matlock Town ở mùa giải 1975-1976.